# Inanidrilus vacivus
Inanidrilus vacivus är en ringmaskart som beskrevs av Erséus 1984. Inanidrilus vacivus ingår i släktet Inanidrilus och familjen glattmaskar. Inga underarter finns listade i Catalogue of Life.